# Wish You the Best
«Wish You the Best» — песня шотландского певца Льюиса Капальди, изданная 13 апреля 2023 года в качестве третьего сингла с его второго студийного альбома Broken by Desire to Be Heavenly Sent. Песня дебютировала во главе британского чарта UK Singles Chart, став для Капальди пятым хитом № 1 в Великобритании.

## Видеоклип
Видеоклип «Wish You the Best» вышел 14 апреля 2023 года. Сюжет клипа основывается на истории пса Грейфрайерс Бобби, получившего известность в XIX веке, после того, как на протяжении четырнадцати лет, до его собственной смерти, охранял могилу его умершего владельца. Роль пса сыграла керн-терьер по кличке Винни, а хозяев — британские актёры Дэвид Брэдли и Том Льюис. Для того, чтобы снять сцену, где Винни несёт в зубах письмо, потребовалось 10 дней дрессировки. По сюжету клипа собака Уиллоу (Винни) живёт со старым почтальоном Джоном Фраем (Дэвид Брэдли). После смерти Джона Уиллоу сидит на его могиле, пока её не заметил и не приютил новый почтальон (Том Льюис). Как и раньше с Джоном, Уиллоу вместе с новым хозяином разносит почту, но продолжает скучать по прежнему хозяину. В конце видео Уиллоу умирает, и молодой постальон оставляет её ошейник на могиле Джона.

## Позиции в чартах
21 апреля 2023 года песня дебютировала в британском чарте UK Singles Chart сразу же на первом месте, став таким образом пятым хитом № 1 Капальди в Великобритании. Помио цифровых продаж за первую неделю было продано 16800 физических (CD) копий сингла.
| Чарт (2023—2024)                       | Наивысшая позиция |
| -------------------------------------- | ----------------- |
| Австралия (ARIA)                       | 23                |
| Австрия (Ö3 Austria Top 40)            | 69                |
| Бельгия/Фландрия (Ultratop 50)         | 16                |
| Канада (Billboard Canadian Hot 100)    | 19                |
| Канада (Billboard AC)                  | 16                |
| Канада (Billboard CHR/Top 40)          | 10                |
| Канада (Billboard Hot AC)              | 16                |
| Чехия (Rádio — Top 100)                | 74                |
| Чехия (Singles Digitál Top 100)        | 79                |
| Франция (SNEP)                         | 59                |
| Мир (Billboard Global 200)             | 87                |
| Ирландия (IRMA)                        | 4                 |
| Ливан (Lebanese Top 20)                | 12                |
| Нидерланды (Dutch Top 40)              | 16                |
| Нидерланды (Single Top 100)            | 30                |
| Новая Зеландия (Recorded Music NZ)     | 22                |
| Норвегия (VG-lista)                    | 28                |
| Словакия (Singles Digitál Top 100)     | 96                |
| Республика Корея BGM (Circle)          | 113               |
| Швеция (Sverigetopplistan)             | 77                |
| Швейцария (Schweizer Hitparade)        | 34                |
| Великобритания (OCC UK Singles)        | 1                 |
| США (Billboard Bubbling Under Hot 100) | 3                 |
| США (Billboard Adult Contemporary)     | 14                |
| США (Billboard Adult Pop Airplay)      | 8                 |
| США (Billboard Digital Song Sales)     | 25                |
| США (Billboard Pop Airplay)            | 29                |

| Чарт (2023)                     | Позиция |
| ------------------------------- | ------- |
| Бельгия (Ultratop Flanders)     | 66      |
| Канада (Canadian Hot 100)       | 64      |
| Нидерланды (Dutch Top 40)       | 58      |
| Великобритания UK Singles (OCC) | 49      |
| США Adult Top 40 (Billboard)    | 28      |

| Чарт (2024)                        | Позиция |
| ---------------------------------- | ------- |
| США Adult Contemporary (Billboard) | 44      |

## Сертификации
| Регион                                                                      | Сертификация | Продажи |
| --------------------------------------------------------------------------- | ------------ | ------- |
| Австралия (ARIA)                                                            | Платиновый   | 70 000  |
| Франция (SNEP)                                                              | Золотой      | 100 000 |
| Новая Зеландия (RMNZ)                                                       | Платиновый   | 30 000  |
| Великобритания (BPI)                                                        | Платиновый   | 600 000 |
| Данные о продажах + прослушиваниях приведены только на основе сертификации. |              |         |

## История релиза
| Страна         | Дата           | Формат                       | Лейбл             | Ссылка |
| -------------- | -------------- | ---------------------------- | ----------------- | ------ |
| Мир            | 13 апреля 2023 | цифровой сингл стриминг      | Vertigo Universal | [ 1 ]  |
| Великобритания | 14 апреля 2023 | CD                           | Vertigo           | [ 41 ] |
| США            | 17 апреля 2023 | Hot adult contemporary radio | Capitol           | [ 42 ] |
| Италия         | 21 апреля 2023 | радио                        | Universal         | [ 43 ] |
| США            | 2 июня 2023    | винил                        | Capitol           | [ 44 ] |